# Charles François Emmanuel Nadeau du Treil
 (avril 2012).
Si vous disposez d'ouvrages ou d'articles de référence ou si vous connaissez des sites web de qualité traitant du thème abordé ici, merci de compléter l'article en donnant les références utiles à sa vérifiabilité et en les liant à la section « Notes et références ».
Charles François Emmanuel Nadeau du Treil, est un administrateur colonial français du XVIIIe siècle. Chevalier de l'Ordre royal et militaire de Saint-Louis, il est Gouverneur de Guadeloupe du 15 janvier 1757 au 22 avril 1759. 

## Biographie
Le 15 janvier 1757, le Chevalier de Mirabeau reçoit la permission de reprendre son service dans la marine, il est remplacé par Nadeau du Treil, lieutenant au Cul de Sac Marin de la Martinique,.
Le 22  avril  1759, pendant la Guerre de Sept Ans, Nadeau du Treil capitule devant les Britanniques qui occupent l'île. L'année suivante, en France, un conseil de guerre est convoqué par le roi pour juger les officiers responsables de la perte de la Guadeloupe. Le 15 janvier 1751, Nadeau du Treil est jugé coupable de lâcheté et d'incapacité et condamné à être dégradé. Il est reconduit en France pour y être emprisonné. Il sera interné en 1762 à la prison aux Îles Sainte-Marguerite, mis en liberté sous condition en juillet 1763 et réhabilité par brevet le 10 mai 1765.
Livre manuscrit (mai 1759): Capitulation entre Son Excellence Monsieur Barington, major général des troupes britanniques en ses isles, et les habitants de l'isle Guadeloupe représentés par Mrs Dubourg de Noillières et Du Querny munis de leurs pleins pouvoirs et autorité, par M. Nadeau du Treil, chevalier de l'Ordre royal et militaire de Saint-Louis, et gouverneur de cette isle.